# Гуарарема
Гуарарема (порт. Guararema) — муниципалитет в Бразилии, входит в штат Сан-Паулу. Составная часть мезорегиона Агломерация Сан-Паулу. Находится в составе крупной городской агломерации Агломерация Сан-Паулу. Входит в экономико-статистический микрорегион Можи-дас-Крузис. Население составляет 24 818 человек на 2006 год. Занимает площадь 270,496 км². Плотность населения — 91,7 чел./км².
Праздник города — 19 сентября.

## История
Город основан в 1898 году.

## Статистика
- Валовой внутренний продукт на 2003 год составляет 527 313 707,00 реалов (данные: Бразильский институт географии и статистики).
- Валовой внутренний продукт на душу населения на 2003 год составляет 22 456,08 реалов (данные: Бразильский институт географии и статистики).
- Индекс развития человеческого потенциала на 2000 год составляет 0,798 (данные: Программа развития ООН).

## География
Климат местности: субтропический. В соответствии с классификацией Кёппена, климат относится к категории Cwa.

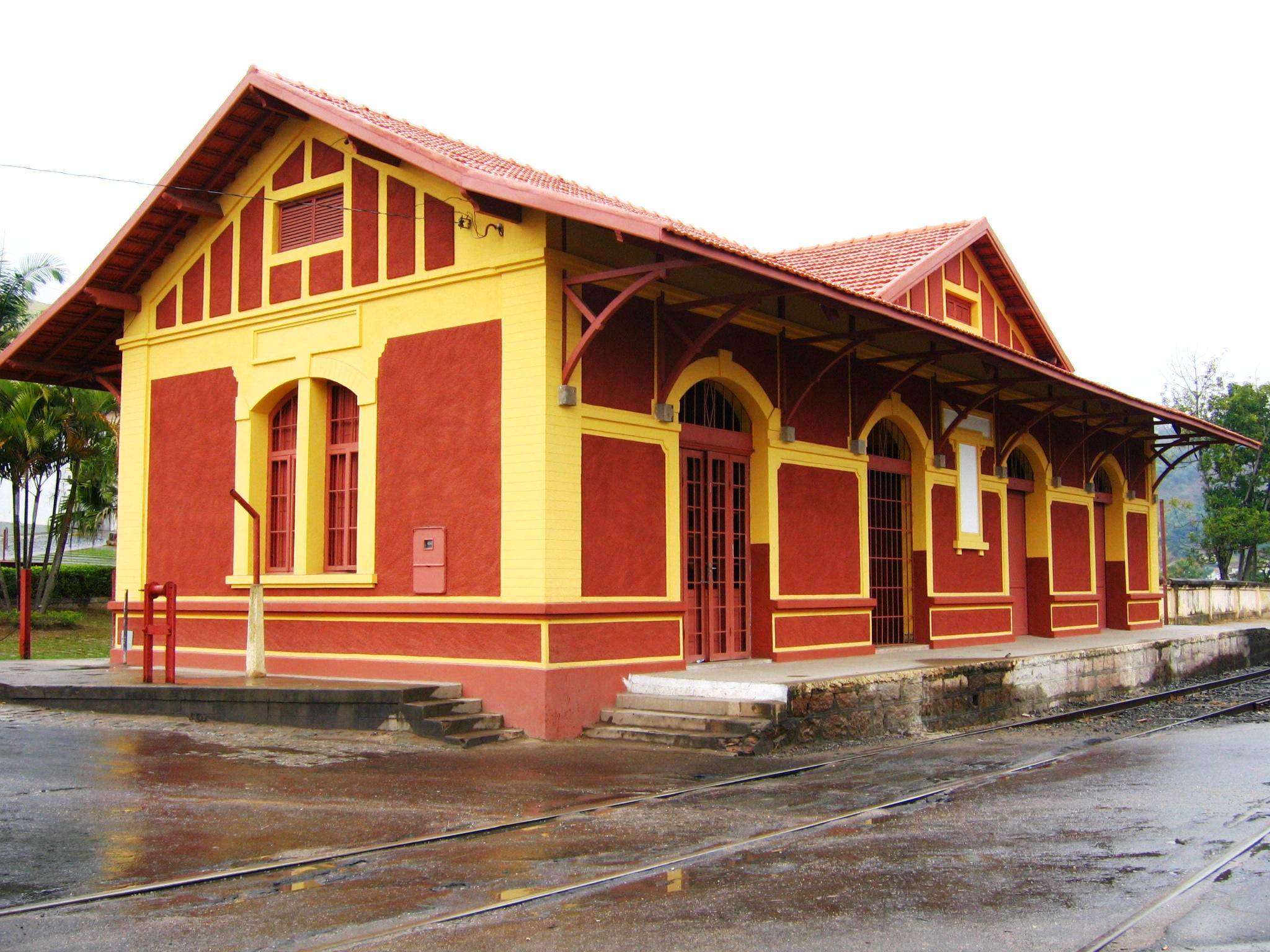
Вокзал